# Заимка (Верхотурский городской округ)
Заимка — деревня в городском округе Верхотурский Свердловской области России.

## Географическое положение
Деревня расположена в 8 километрах (по автотрассе в 9 километрах) к востоку-юго-востоку от города Верхотурья, на правом берегу реки Туры.

## История
Название Заимка означает небольшая деревушка, хутор.

## Население
| 2002 | 2010 | 2021 |
| ---- | ---- | ---- |
| 107  | ↘80  | ↘59  |